# Benincasa di Pisa
Benincasa (Pisa, ... – 1170) è stato un presbitero italiano, eletto antiarcivescovo dell'arcidiocesi di Pisa.

## Biografia
Quasi nulla si sa di Benincasa, solo che appartenne al Capitolo dei Canonici di Pisa e che venne da questi eletto arcivescovo il 21 marzo 1167, in sostituzione del predecessore Villano che aveva da poco abbandonato la città.
Nel 1167, infatti, l'antipapa Pasquale III, sostenuto dall'Imperatore Federico Barbarossa, si recò a Pisa, città tradizionalmente ghibellina. Villano non volle riconoscere l'autorità di Pasquale e fu costretto all'esilio. Al suo posto venne eletto arcivescovo Benincasa, che rimase in carica, seppur malvisto da parte del clero e del popolo, fino alla sua morte avvenuta nel 1170. Villano, che nel frattempo si diceva avesse vissuto nelle isole di Gorgona, Capraia e Montecristo, fece ritorno nella città di Pisa poco dopo.